# Andrzej Milde
Andrzej Milde (ur. 9 września 1939) – polski brydżysta, Arcymistrz Międzynarodowy (PZBS), World International Master oraz Seniors Master (WBF), European Master, European Champion w kategoriach Open oraz Seniors (EBL), sędzia klubowy, instruktor II. klasy, odznaczony złotą odznaką PZBS (1984) zawodnik TP Budowlani Poznań.
Jego wielokrotnym partnerem był Marek Kudła.
Był niegrającym kapitanem reprezentacji Polski Open na następujących zawodach:
- w roku 1995 w Vilamoura na 42 Mistrzostwach Europy Teamów (5. miejsce);
- roku 1997 w Montecatini na 43 Mistrzostwach Europy Teamów (2 miejsce);
- w roku 1997 w Hammamet na 33 Mistrzostwach Świata Teamów (6. miejsce).

## Wyniki brydżowe

### Rozgrywki krajowe
W rozgrywkach krajowych zdobywał następujące lokaty:
| Drużynowe mistrzostwa Polski | Drużynowe mistrzostwa Polski | Drużynowe mistrzostwa Polski |
| Sezon                        | Drużyna                      | Pozycja                      |
| ---------------------------- | ---------------------------- | ---------------------------- |
| 1986/87                      | Budowlani Poznań             | 1                            |
| 1985/86                      | Budowlani Poznań             | 2                            |
| 1983/84                      | Budowlani Poznań             | 1                            |
| 1982/83                      | Budowlani Poznań             | 2                            |
| 1980/81                      | Budowlani Poznań             | 1                            |
| 1979/80                      | Budowlani Poznań             | 1                            |
| 1978/79                      | Budowlani Poznań             | 3                            |
| 1975                         | Budowlani Poznań             | 1                            |
| 1972                         | Budowlani Poznań             | 1                            |
| 1970                         | Budowlani Poznań             | 3                            |

| Mistrzostwa Polski par | Mistrzostwa Polski par | Mistrzostwa Polski par | Mistrzostwa Polski par |
| Rok                    | Kategoria              | Partner                | Pozycja                |
| ---------------------- | ---------------------- | ---------------------- | ---------------------- |
| 1987                   | Open                   | Marek Kudła            | 1                      |
| 1986                   | Open                   | Marek Kudła            | 1                      |

### Olimpiady
Na olimpiadach w zawodach teamów uzyskał następujące rezultaty:
| Olimpiady brydżowe. Zawody teamów | Olimpiady brydżowe. Zawody teamów | Olimpiady brydżowe. Zawody teamów | Olimpiady brydżowe. Zawody teamów | Olimpiady brydżowe. Zawody teamów | Olimpiady brydżowe. Zawody teamów |
| Rok                               | Miejsce                           | Zawody                            | Kategoria                         | Drużyna                           | Pozycja                           |
| --------------------------------- | --------------------------------- | --------------------------------- | --------------------------------- | --------------------------------- | --------------------------------- |
| 2000                              | Maastricht                        | 11. Olimpiada Brydżowa            | Seniorzy                          | Poland                            | 10                                |
| 1980                              | Valkenburg                        | 6. Olimpiada Teamów               | Open                              | Poland                            | 19                                |
| 1976                              | Monte Carlo                       | 5. Olimpiada Teamów               | Open                              | Poland                            | 4                                 |

### Zawody światowe
W światowych zawodach zdobył następujące lokaty:
| Mistrzostwa Świata. Konkurencja teamów | Mistrzostwa Świata. Konkurencja teamów | Mistrzostwa Świata. Konkurencja teamów | Mistrzostwa Świata. Konkurencja teamów | Mistrzostwa Świata. Konkurencja teamów | Mistrzostwa Świata. Konkurencja teamów |
| Rok                                    | Miejsce                                | Zawody                                 | Kategoria                              | Drużyna                                | Pozycja                                |
| -------------------------------------- | -------------------------------------- | -------------------------------------- | -------------------------------------- | -------------------------------------- | -------------------------------------- |
| 1998                                   | Lille                                  | 10. Mistrzostwa Świata                 | Seniorzy                               | Orłow                                  | 3                                      |
| 1986                                   | Miami Beach                            | 7. Mistrzostwa Świata                  | Open                                   | Frenkiel                               | 9                                      |
| 1982                                   | Biarritz                               | 6. Mistrzostwa Świata                  | Open                                   | Kudła                                  | 28                                     |
| 1981                                   | Nowy Jork                              | 25. Mistrzostwa Świata Teamów          | Open                                   | Poland                                 | 3                                      |

| Mistrzostwa Świata. Konkurencja par | Mistrzostwa Świata. Konkurencja par | Mistrzostwa Świata. Konkurencja par | Mistrzostwa Świata. Konkurencja par | Mistrzostwa Świata. Konkurencja par | Mistrzostwa Świata. Konkurencja par |
| Rok                                 | Miejsce                             | Zawody                              | Kategoria                           | Partner                             | Pozycja                             |
| ----------------------------------- | ----------------------------------- | ----------------------------------- | ----------------------------------- | ----------------------------------- | ----------------------------------- |
| 1986                                | Miami Beach                         | 7. Mistrzostwa Świata               | Open                                | Marcin Leśniewski                   | 21                                  |

### Zawody europejskie
W europejskich zawodach zdobył następujące lokaty:
| Zawody europejskie. Konkurencja teamów | Zawody europejskie. Konkurencja teamów | Zawody europejskie. Konkurencja teamów | Zawody europejskie. Konkurencja teamów | Zawody europejskie. Konkurencja teamów | Zawody europejskie. Konkurencja teamów |
| Rok                                    | Miejsce                                | Zawody                                 | Kategoria                              | Drużyna                                | Pozycja                                |
| -------------------------------------- | -------------------------------------- | -------------------------------------- | -------------------------------------- | -------------------------------------- | -------------------------------------- |
| 2001                                   | Teneryfa                               | 45. Mistrzostwa Europy Teamów          | Seniorzy                               | Poland 1                               | 1                                      |
| 1999                                   | Malta                                  | 44. Mistrzostwa Europy Teamów          | Seniorzy                               | Poland 1                               | 4                                      |
| 1981                                   | Birmingham                             | 35. Mistrzostwa Europy Teamów          | Open                                   | Poland                                 | 1                                      |

| Zawody europejskie. Konkurencja par | Zawody europejskie. Konkurencja par | Zawody europejskie. Konkurencja par | Zawody europejskie. Konkurencja par | Zawody europejskie. Konkurencja par | Zawody europejskie. Konkurencja par |
| Rok                                 | Miejsce                             | Zawody                              | Kategoria                           | Partner                             | Pozycja                             |
| ----------------------------------- | ----------------------------------- | ----------------------------------- | ----------------------------------- | ----------------------------------- | ----------------------------------- |
| 1999                                | Warszawa                            | 10. Mistrzostwa Europy Par          | Seniorzy                            | Włodzimierz Stobiecki               | 47                                  |
| 1989                                | Salsomaggiore                       | 5. Mistrzostwa Europy Par           | Open                                | Marek Kudła                         | 151                                 |
| 1980                                | Monte Carlo                         | 2. Mistrzostwa Europy Par           | Open                                | Marek Kudła                         | 1                                   |

### Inne
W innych zawodach zdobył następujące lokaty:
| Inne zawody. Konkurencja teamów | Inne zawody. Konkurencja teamów | Inne zawody. Konkurencja teamów   | Inne zawody. Konkurencja teamów | Inne zawody. Konkurencja teamów | Inne zawody. Konkurencja teamów |
| Rok                             | Miejsce                         | Zawody                            | Kategoria                       | Drużyna                         | Pozycja                         |
| ------------------------------- | ------------------------------- | --------------------------------- | ------------------------------- | ------------------------------- | ------------------------------- |
| 1981                            | Rzym                            | Puchar Europy "Philp Morris" 1981 | Open                            | Budowlani Poznań                | 1                               |

| Inne zawody. Konkurencja par | Inne zawody. Konkurencja par | Inne zawody. Konkurencja par                | Inne zawody. Konkurencja par | Inne zawody. Konkurencja par | Inne zawody. Konkurencja par |
| Rok                          | Miejsce                      | Zawody                                      | Kategoria                    | Partner                      | Pozycja                      |
| ---------------------------- | ---------------------------- | ------------------------------------------- | ---------------------------- | ---------------------------- | ---------------------------- |
| 2000                         | Maastricht                   | Transnarodowe Mistrzostwa Par Seniorów 2000 | Seniorzy                     | Hans Humburg                 | 1                            |